# Stemma di Mauritius
Lo stemma di Mauritius è il simbolo araldico ufficiale del paese, adottato il 25 agosto 1906.

## Descrizione
Esso consiste in uno scudo diviso in quattro parti: nella prima si trova una nave d'oro su sfondo blu a ricordare i primi colonizzatori, nella seconda tre palme verdi su sfondo giallo, simbolo della vegetazione locale, nella terza una chiave rossa su sfondo giallo e nella quarta una stella bianca che emana luce su sfondo blu che esplicitano il motto sottostante. A supporto dello scudo si trovano a sinistra un dodo e a destra un sambar, entrambi con una pianta di canna da zucchero. In basso un cartiglio riporta il motto del paese (in latino): Stella Clavisque Maris Indici (Stella e Chiave dell'Oceano Indiano).